# Ярошевиці-Ґродзецькі
Ярошевиці-Ґродзецькі (пол. Jaroszewice Grodzieckie) — село в Польщі, у гміні Рихвал Конінського повіту Великопольського воєводства.
Населення — 375 осіб (2011).
У 1975-1998 роках село належало до Конінського воєводства.

## Демографія
Демографічна структура станом на 31 березня 2011 року:
|          | Загалом | Допрацездатний вік | Працездатний вік | Постпрацездатний вік |
| -------- | ------- | ------------------ | ---------------- | -------------------- |
| Чоловіки | 182     | 43                 | 117              | 22                   |
| Жінки    | 193     | 44                 | 105              | 44                   |
| Разом    | 375     | 87                 | 222              | 66                   |